# Motor estelar

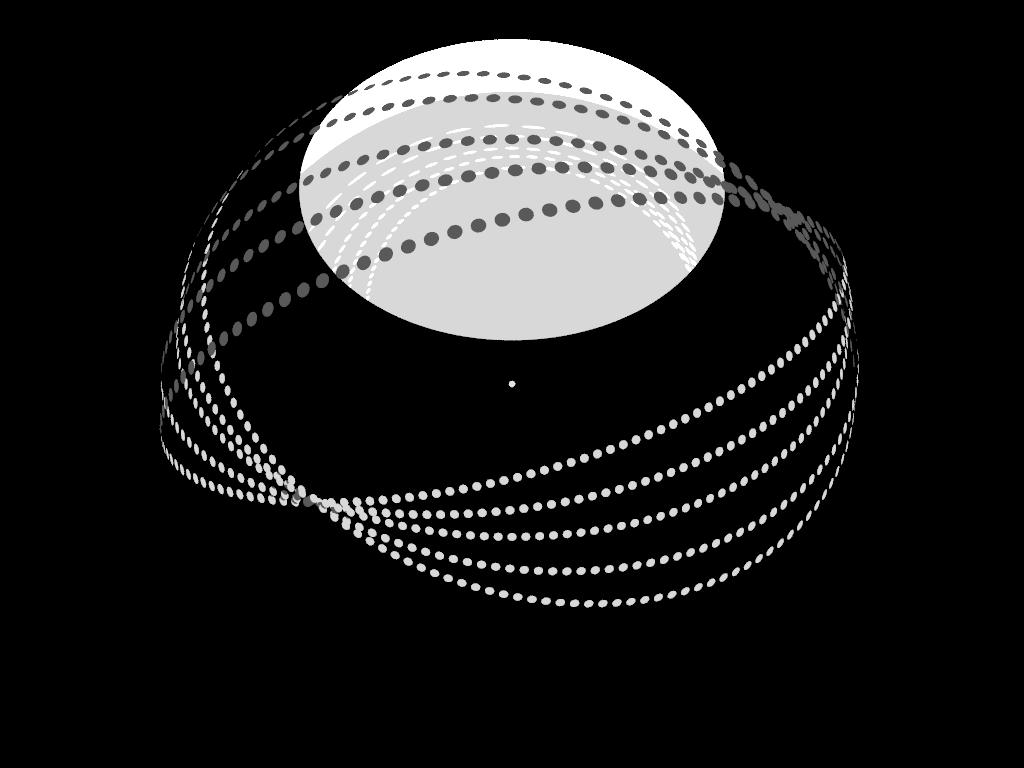
Diagrama de un Motor estelar clase C a escala construido alrededor de una estrella similar al Sol. Se compone de un anillo de Dyson parcial compuesto de 5 Anillos de Dyson colectores solares (el componente de clase B), y una gran Statite propulsor Shkadov (de componentes de clase A). La perspectiva es desde abajo del sistema eclíptica a una distancia de ~ 2.8 AU. La dirección del sistema de aceleración está en un VECTOR que pasa por el centro de la estrella a través del centro de la hélice de Shkadov, que se cierne sobre el polo norte de la estrella (con respecto a la eclíptica), a una distancia de 1 UA.

Los motores estelares son una clase de megaestructuras hipotéticas que utilizan radiación de una estrella para crear energía utilizable. Algunas variantes utilizan esta energía para producir empuje, y así acelerar una estrella, orbitándola en una dirección dada. La creación de un sistema de este tipo haría que sus constructores pertenecieran a una civilización de Tipo II en la escala de Kardashov.
Hay tres clases de variantes de esta idea.

## Clases de motor estelar

### Clase A (propulsor Shkadov)
Uno de los ejemplos más simples de motor estelar es el propulsor Shkadov (el nombre del Dr. Leonid Mikhailovich Shkadov quien lo propuso por primera vez), o motor estelar clase A. Este motor es un sistema de propulsión estelar, que consiste en un enorme espejo / vela solar (en realidad un tipo masivo de Statite solar lo suficientemente grande como para considerarse un mega estructura), que equilibraría la atracción gravitatoria hacia la estrella y la presión de radiación hacia fuera de la estrella.
Dado que la presión de la radiación de la estrella ahora sería asimétrica, es decir, más radiación se está emitiendo en una dirección en comparación con otra, el "exceso" de presión de radiación actúa como empuje neto, acelerando la estrella en la dirección de la “Statite” flotante. Tal empuje y aceleración sería muy leve, pero podría ser estable durante milenios. Cualquier sistema planetario unido a la estrella sería 'arrastrado' junto con su estrella madre.
Para una estrella como el Sol, con la luminosidad de 3,85 × 1026 W y la masa 1,99 × 1030 kg, el empuje total producida por el reflejo de la mitad de la producción solar sería 1,28 × 1,018 N. Después de un período de un millón de años, este daría una velocidad de 20 m / s, con un desplazamiento de la posición original de 0.03 años luz. Después de mil millones años, la velocidad sería de 20 km / s, y el desplazamiento de 34.000 años luz, un poco más de un tercio de la anchura estimada de la galaxia de la Vía Láctea.

### Clase B
Un motor estelar Clase B es una esfera de Dyson  de cualquier variante construida alrededor de la estrella, que utiliza la diferencia de temperatura entre la estrella y el medio interestelar para extraer energía útil del sistema, posiblemente usando el fenómeno de la termoelectricidad (motores térmicos, o diodos térmicos). A diferencia de la hélice de Shkadov, un sistema de este tipo no es de propulsión. El concepto de cerebro Matrioshka se basa en este concepto de motor estelar, la extracción de energía para un propósito específico: el procesamiento de datos.

### Clase C
Un motor estelar Clase C combina las otras dos clases, que emplean tanto los aspectos de propulsión de la hélice de Shkadov, y los aspectos de generación de energía de un motor de clase B.
Una coraza de Dyson con una superficie interior parcialmente cubierta por un espejo sería una encarnación de un sistema de este tipo (aunque todavía sufre de los problemas de estabilización como un obús no propulsora no), como sería un enjambre de Dyson con un gran espejo Statite (ver imagen de arriba). Una variante de la burbuja Dyson ya es un propulsor Shkadov (a condición de que la disposición de los componentes Statite es asimétrico); añadiendo la capacidad de extracción de energía a los componentes parece una extensión casi trivial.

#### Motor de Caplan[2]
El astrofísico Matthew E. Caplan de la Universidad del Estado de Illinois ha propuesto una variante del enjambre de espejos Dyson que emplea energía estelar concentrada para excitar determinadas regiones de la superficie externa de la estrella y crear rayos de viento solar para su recolección por un conjunto de estatorreactores Bussard, produciendo plasma dirigido para estabilizar su órbita y propulsar oxígeno-14 como método de empuje para la estrella. Mediante algunos cálculos rudimentarios (asumen eficiencia máxima), Caplan estima que el motor Bussard podría emplear 1015 gramos por segundo de materia solar para producir una aceleración máxima de 10-9 m/s2, consiguiendo una velocidad de 200 km/s tras 5 millones de años, y un desplazamiento de 10 parsecs tras 1 millón de años. Mientras que teóricamente el motor Bussard podría funcionar durante 100 millones de años con la tasa de pérdida de masa del Sol, Caplan propone 10 millones de años de empuje como suficientes para evitar una colisión estelar. 
La propuesta de Caplan fue desarrollada bajo encargo del canal de divulgación científica de Youtube Kurzgesagt.

## Motores estelares en la ciencia ficción
En la novela de ciencia ficción Hacedor de estrellas de Olaf Stapledon, de 1937, algunas avanzadas civilizaciones galácticas intentan utilizar los motores estelares para impulsar sus sistemas planetarios a través de la galaxia con el fin de contactar físicamente otras civilizaciones galácticas avanzadas. Sin embargo, resulta que las estrellas son las formas de vida con conciencia propia, y sus conciencias están muy molestas por esto que les ocurra, porque viola el canon de la danza del ballet galáctico las estrellas sienten que son parte y que las estrellas se sienten es el enfoque principal de y el ritual más sagrado de sus vidas. Por lo tanto, esas estrellas cuyas civilizaciones circundantes para obligarlos a moverse en una dirección diferente vengarse suicidándose por la explosión como supernovas, destruyendo así sus mundos concomitantes. Esto da inicio a la Guerra de las estrellas y mundos, millones duraderos de años, lo que se convierte en un acontecimiento fundamental en la historia de la galaxia. La guerra sólo termina cuando las civilizaciones galácticas encontrar la manera de comunicarse telepáticamente con las estrellas y organizar una tregua.